# Christian David Breithaupt
Christian David Breithaupt (* 15. Dezember 1770 in Catharinau; † 15. April 1854 bei Angermünde) war ein deutscher evangelischer Theologe und Pädagoge.

## Leben
Der Sohn eines Pfarrers im Herzogtum Sachsen-Meiningen wurde zuerst von seinem Vater und anschließend auf der Schule in Saalfeld unterrichtet. Er studierte an den Universitäten Jena und Leipzig Theologie sowie orientalische und occidentalische Sprachen. 1798 wurde er Rektor in Gräfenthal. 1814 übernahm er die Pfarrstelle in Großgeschwenda.
1815 folgte er einem Ruf als Konrektor an die Große Stadtschule Rostock. 1810 wechselte er als Rektor an die Greifswalder Stadtschule, die während seiner Amtszeit in ein Gymnasium weiterentwickelt wurde. 1836 ging er wegen Differenzen mit den staatlichen preußischen Aufsichtsbehörden in den Ruhestand.
Er starb 1854 bei seinem jüngeren Sohn in der Nähe von Angermünde.

## Schriften
- Dem Protestantismus. Eine Rede bey der Säcularfeier der Reformation. 1817.
- Commentationis in Saadianam versionem Jesaiae arabicam fasc. 1819.
- Briefe über die alte und neue Tragödie. 1820.
- Versuch einer Greifswalder Schulgeschichte. 2 Bände, 1827 und 1829.